# Parailia pellucida
Parailia pellucida är en fiskart som först beskrevs av Boulenger, 1901.  Parailia pellucida ingår i släktet Parailia och familjen Schilbeidae. IUCN kategoriserar arten globalt som livskraftig. Inga underarter finns listade i Catalogue of Life.